# Старозьреби-Гектари
Старозьреби-Гектари (пол. Staroźreby-Hektary) — село в Польщі, у гміні Старожреби Плоцького повіту Мазовецького воєводства.
Населення — 79 осіб (2011).
У 1975-1998 роках село належало до Плоцького воєводства.

## Демографія
Демографічна структура станом на 31 березня 2011 року:
|          | Загалом | Допрацездатний вік | Працездатний вік | Постпрацездатний вік |
| -------- | ------- | ------------------ | ---------------- | -------------------- |
| Чоловіки | 42      | 10                 | 27               | 5                    |
| Жінки    | 37      | 8                  | 24               | 5                    |
| Разом    | 79      | 18                 | 51               | 10                   |